# ぬかびら源泉郷スキー場
ぬかびら源泉郷スキー場（ぬかびらげんせんきょうスキーじょう）は、北海道河東郡上士幌町にあるスキー場。旧称糠平温泉スキー場。プリンスホテルが運営していたが、2007年3月末にシティグループを経て東京のスキー場運営会社「グリーンネージュジャパン」に売却された。しかし同社は2008年5月に営業を停止し経営破綻したため、地元の糠平舘観光ホテルが運営を引き継ぎ、現名称に改称された。

## 概要
大雪山国立公園内に位置し、初心者から上級者まで6コースが設置されている。SAJ公認のぬかびらスキースクールも併設されている。
かつてはリフトを乗り継ぐことにより、温泉山頂上から滑走することができた。コース間の連絡路には道道85号線を使用していた。2015年から第二・第三リフトが休止し、以降は下部のコースのみでの運営となっている。
ぬかびら温泉（ぬかびら源泉郷）にあり日帰り温泉入浴プランも設定されている。

## アクセス
JR北海道帯広駅前の帯広駅バスターミナルより十勝バスにて約100分。